# Stalag IV-B

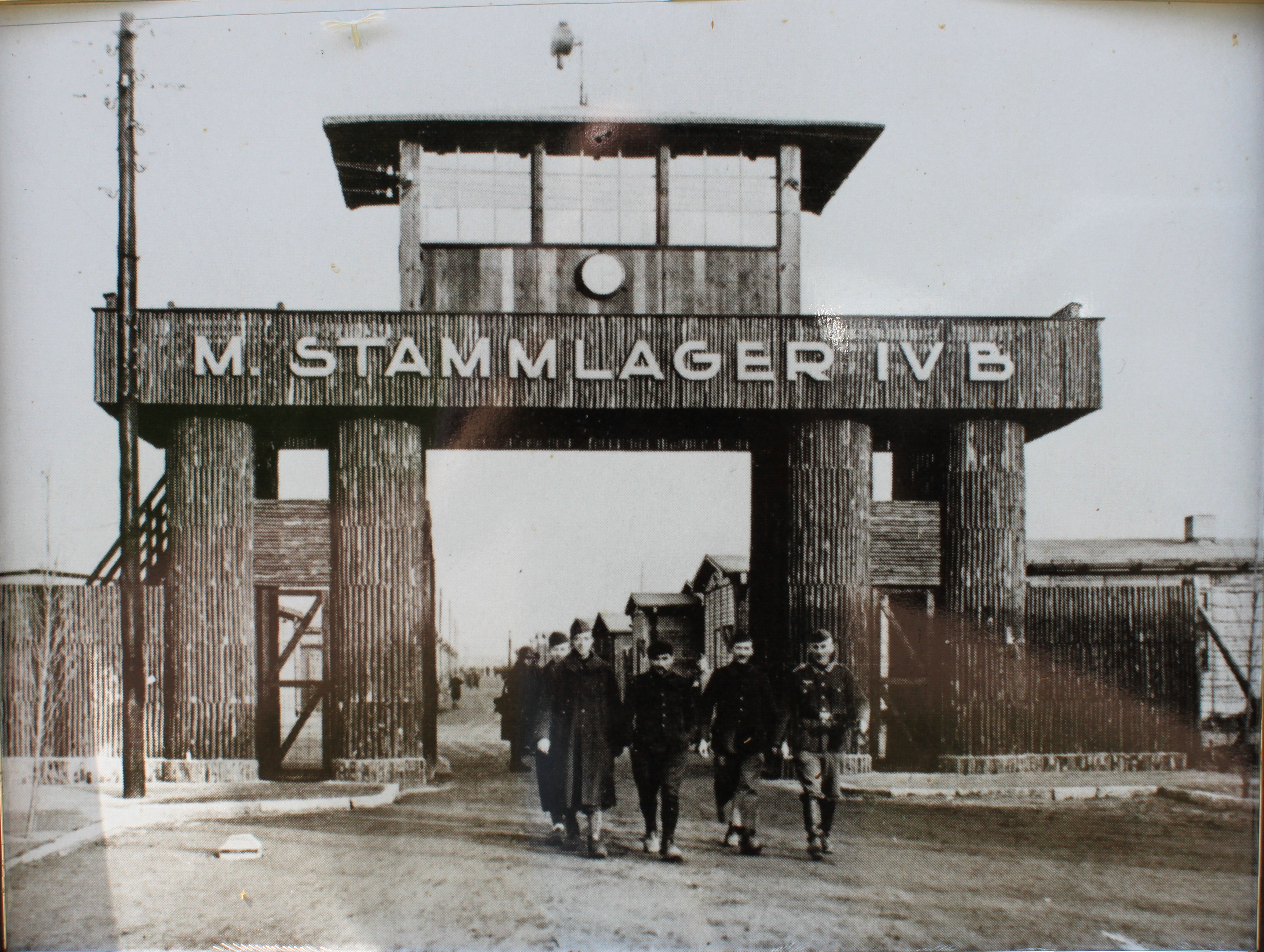
Hoofdingang Stalag IV-B in Brandenburg, Duitsland

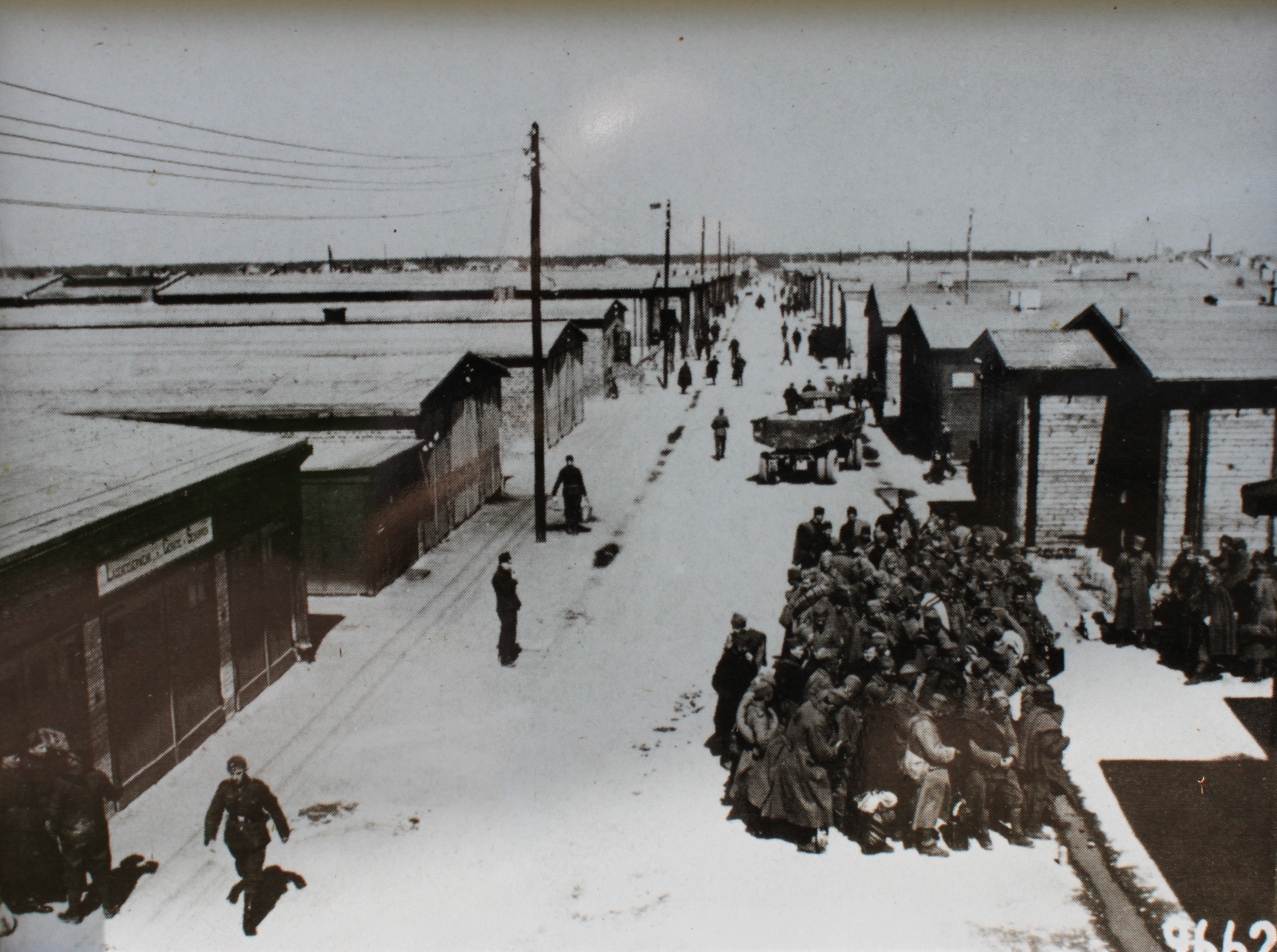
Hoofdstraat

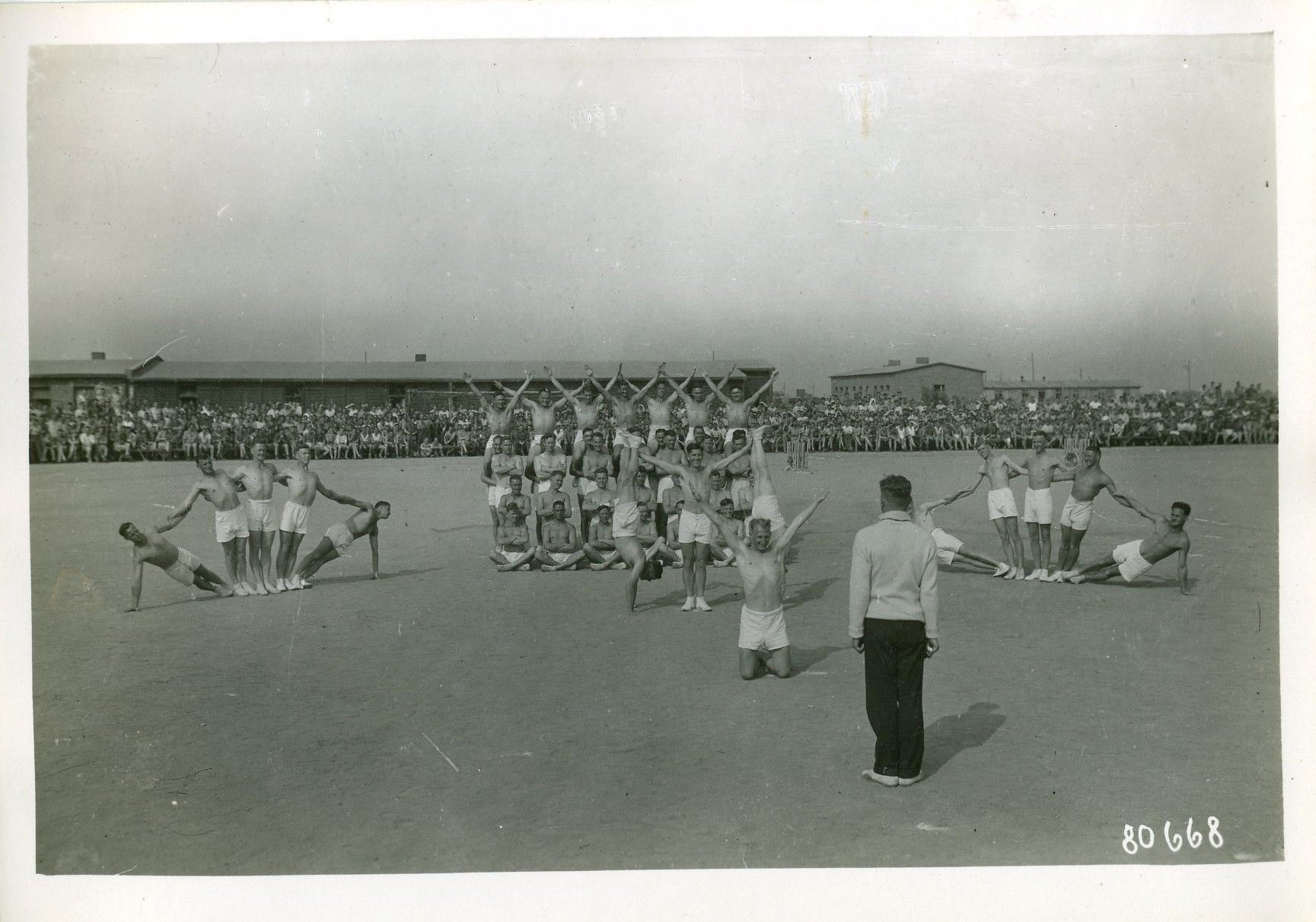
Sportactiviteit op het centrale plein.

Stammlager IV-B, kortweg Stalag IV-B, was een krijgsgevangenenkamp in beheer van de Wehrmacht tijdens de Tweede Wereldoorlog, en nadien tot 1948 door het Rode Leger. Het kamp bevond zich in de gemeente Mühlberg in Brandenburg, op 48 km ten noordoosten van Dresden, destijds in de gouw Halle-Merseburg. Aan het voormalige kamp staan verschillende herdenkingsmonumenten.

## Hoofdkamp Mühlberg

### Gevangenen
Het kamp opende in 1939. De eerste gevangenen waren mannen gevangen genomen tijdens de Poolse Veldtocht. Het ging om 17.000 Poolse soldaten die moesten ondergebracht worden in een complex waarvan de bouw nog niet af was. Velen sliepen onder de blote hemel of in tenten. De meesten werden in 1940 afgevoerd naar andere kampen. In 1940, tijdens de Slag om Frankrijk, brachten de Duitsers er Fransen onder, maar ook Belgen, Nederlanders en Britten. Hun aantal bleef toenemen door nieuwe krijgsgevangenen uit de Slag om Griekenland in 1941. Nog in 1941 kwamen er Sovjet-gevangenen bij afkomstig van Operatie Barbarossa in de Sovjet-Unie.
Er volgden in 1943 krijgsgevangenen die vastzaten in het koninkrijk Italië tijdens de Italiaanse Veldtocht, zoals voorzien in het Bestand van Cassibile (1943) tussen Geallieerden en Italië; dit bestand wordt in Italië genoemd Proclama Badoglio dell’8 septembre 1943, naar maarschalk Pietro Badoglio. 
In 1944 brak de Opstand van Warschau uit. Duizenden mannen en vrouwen uit Warschau werden afgevoerd naar Stalag IV-B. De vrouwen werden vervolgens getransporteerd naar Stalag IV-E in Altenburg en Oflag IX-C in Mohlsdorf. Er kwamen Amerikanen bij die de Duitsers opgepakt hadden tijdens de Italiaanse Veldtocht; hun aantal steeg na Operatie Overlord in Normandië en Operatie Dragoon in de Provence aan de Franse frontlijnen. In 1944 werden nog meer Amerikaanse krijgsgevangenen aangevoerd, ten getale van 7.500, door het Ardennenoffensief in België.
Begin 1945 brak er een opstand uit onder Deense politietroepen; 1.500 politieagenten werden opgesloten in Stalag IV-B.
Alles samen zaten er in het gevangenenkamp mensen uit 33 landen opgesloten, naar schatting 300.000 gevangenen. 
Het Rode Leger bevrijdde Stalag IV-B op 23 april 1945. Het kamp bleef verder in de Sovjet-bezettingszone na de Tweede Wereldoorlog. De Sovjets noemden het kamp voortaan Speziallager n° 1 Mühlberg. Er werden Duitse gevangenen ingestoken door de SMERSJ, de NKVD en het Russisch ministerie van Binnenlandse Zaken. Tussen 1945 en 1948 werden er zo 22.000 gevangenen ingestoken, Duitse gevangenen. Van hen stierven er 7.000. In 1948 begonnen de Sovjets met de overplaatsing naar andere gevangenenkampen zodat ze de Speziallager konden sluiten.

### Het kampleven
Het complex bestond uit tien blokken van vier barakken verspreid over 30 ha. In een barak werden tot 400 mannen ondergebracht die er moesten slapen in bedden op drie niveaus. Een oven in baksteen gebouwd moest warmte brengen. 
In elke barak moest een barakoverste aangesteld worden geholpen door vier of vijf onderofficieren. De Duitsers zorgden voor tolken om aan hen bevelen te geven. 
Er was een hoofdstraat. In het centrum was er een plein met grootkeuken en kantine. Rondom het kamp stonden drie rijen prikkeldraad van 2,5 m hoog. Gevangenen werden aangevoerd in het treinstation van Neuburxdorf, 3 km verder, en gingen te voet naar Stalag IV-B. 
De gevangenen werden onderworpen aan dwangarbeid, zowel in de bouw van Stalag IV-B als buiten het kamp. ’s Avonds was er sprake van zwarte handel van goederen geleverd door het Rode Kruis of van buit geroofd door Duitse soldaten. Op donderdag en zondag lieten de Duitsers al eens toe dat er een toneelstuk werd opgevoerd door gevangenen die theateracteur waren.

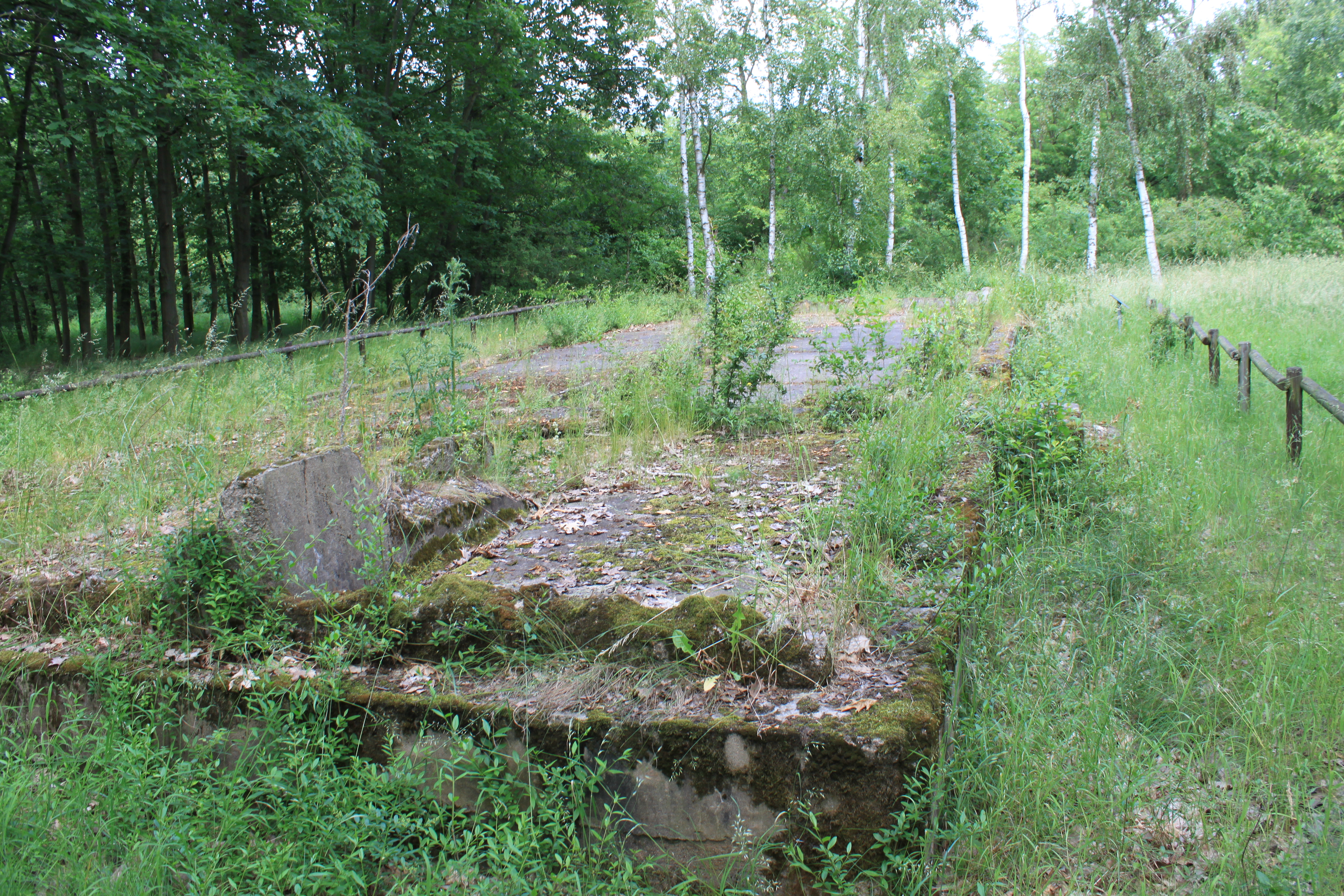
Nevenkamp Stalag IV-H, resten van latrine

## Nevenkamp Stalag IV-H
Tien km ten zuiden van Mühlberg richtten de Duitsers in 1941 een nieuw kamp in. Het werd genoemd Stalag 304. Eind 1941 verbleven er 11.000 gevangen soldaten. Zij moesten op het land werken. De meesten stierven door ontbering of tyfus. Na deze overlijdens voegden de Duitsers dit kamp toe als nevenkamp Stalag IV-H van Stalag IV-B.
Vanaf 1943 werden hier zieke gevangenen opgesloten. Dezen kwamen zowel van Stalag IV-B of van elders. Het sterftecijfer bleef hier hoog, mede door de talrijke Sovjetsoldaten die leden aan tuberculose. In 1943, met de aankomst van zieke Italianen, bleek dat de Italianen beter verzorgd werden dan de Sovjets. In 1944 werd een Pools contingent van 55 artsen en 168 verpleegsters aangevoerd. Zowel mannen als vrouwen werden er ondergebracht; geboortes vonden ook hier plaats. 
Op dezelfde dag als de bevrijding van Stalag IV-B werd Stalag IV-H bevrijd (1945).

## Militair kerkhof van Neuburxdorf
In de nabijheid van het treinstation van Neuburxdorf werden de dode gevangenen begraven. De Sovjetdoden werden in massagraven gegooid. Anderen kregen aparte graven. Na 1945 werden vele doden opgegraven en teruggebracht naar hun land van origine. De massagraven van Sovjetsoldaten werden overgebracht naar het naburige dorp Elsterwalda. Een zeventigtal Russen werden naar Genk, België, overgebracht.

## Bekende gevangenen
- Claude Simon, Frans schrijver
- Kurt Vonnegut, Amerikaans schrijver
- Konstanty Ildefons Gałczyński, Pools dichter
- Wanda Gertz, Poolse edeldame en officier
- Józef Hoffman, Poolse officier
- Lucien Limanton, Franse weerstander
- Yves Mahé, Frans luchtmachtoffier
- Max Schwimmer, Duits illustrator
- Wacław Sitkowski, Poolse soldaat, later hartchirurg.

Nederlandse gevangenen waren onder meer Cornelis Drenth (geboren 18-2-1919 te Haarlemmermeer), A. van Drumpt (uit Appingedam, onderwijzer), Bob Entrop (uit Den Haag 1917), W. Fransdonk (uit Den Haag), Piet(er) van der Ham (uit Leerdam), Herman Hammelburg (uit Joods Amsterdam), Jacobus van't Hof, Wim van Hooff (uit Vught, 1918, schilder), Willem Christiaan (Wim) Jumpertz, Pieter Cornelis Kerpel (geb. Rotterdam 1911), Jan Kok (uit Den Haag),  A.Z.H. (Harry) Klippel, Dick van Maarseveen, Frans Mirandolle, Joh. Mulder, Henk E. Pelser (uit Amsterdam, arts in opleiding, 1916), Hans de Roo (uit Den Haag), K. de Roos (uit Leeuwarden, veehandelaar), Clemens Souren (uit Heerlen), H. Tjepkema (uit Den Haag, kantoor-bediende), Piet Verboom, W.A. de Vries (uit Rotterdam, grossier levensmiddelen), Piet van Wingerden en Bouke Stob (uit het Groningse Faan, groente- en fruitkweker). 
Dirk Willem Bastiaan van Maarseveen (1905-1990) was officieel een van de kampfotografen en publiceerde later zijn foto's. Ze werden in het Rijksmuseum tentoongesteld in 1984-1985.

## Weblinks
- Foto's van Stalag IV-B
- Stalag IV-B van de website Krijgsgevangenen.nl
- Documentaire Liever Krijgsgevangen over Cees Meeuwis (In 2019 keerden vier leden van de familie Meeuwis terug naar Stalag IV-B)
- Prikkeldraad Film van Bob Entrop jr. 2010